# Толон-Кумбунгу
Толон-Кумбунгу (англ. Tolon-Kumbungu District) — район Северной области Ганы.
Административный центр — Толон. С 1996 года губернатором района был экс-директор службы геодезии Ганы Наа Альхаджи Иддирусу Абу. Текущий губернатор Толон-Кумбунгу — Вахаб Сухуини Вумбей.